# تورسا
تورسا (به لاتین: Tursa) یک روستا در استونی است که در شهرستان وورو واقع شده‌است.